# Leonid Pavlov

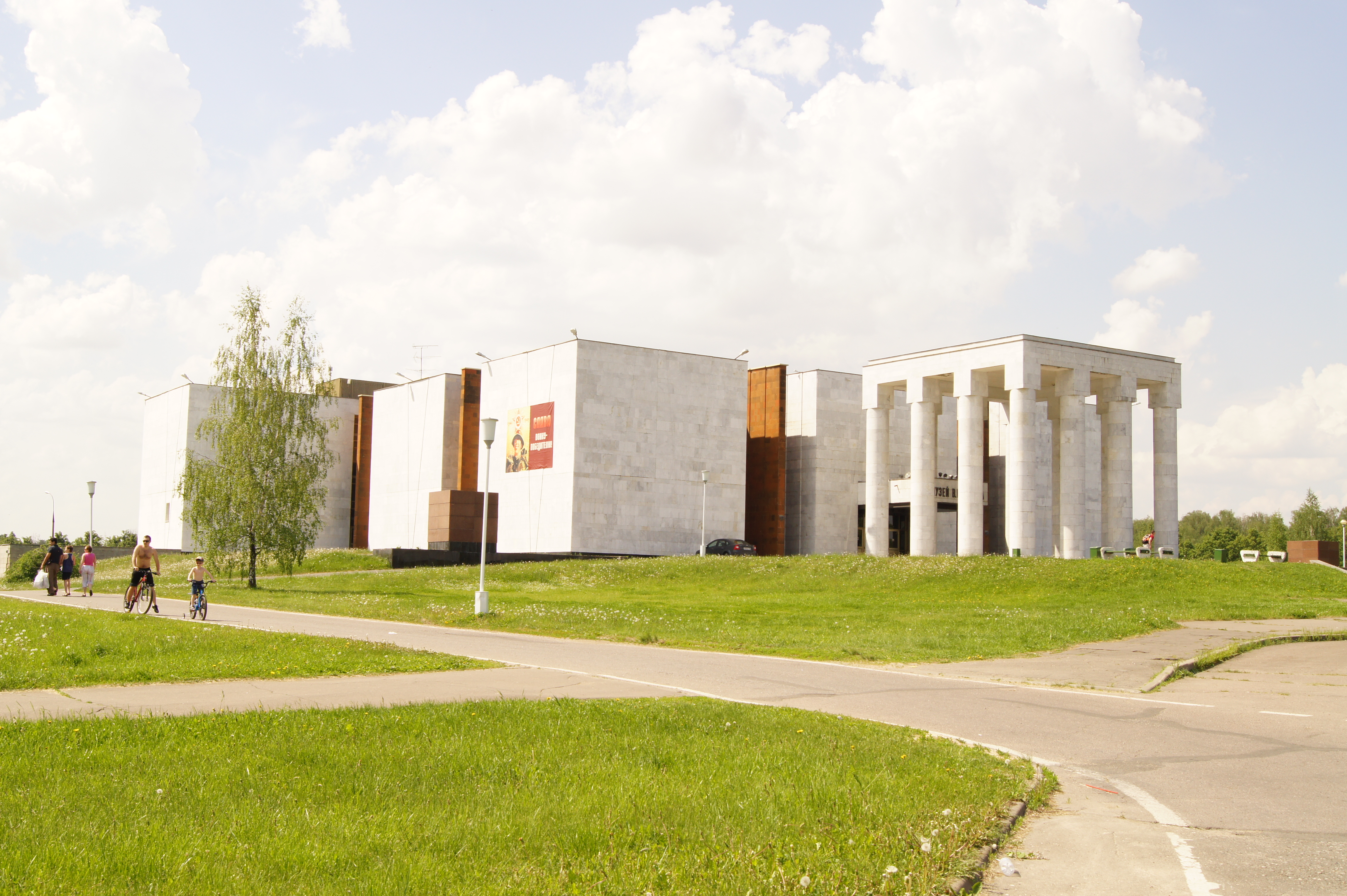
Museo Lenin, Gorki (1975-1987)

Leonid Nikolaevich Pavlov (en ruso: Леони́д Никола́евич Па́влов) (Manglisi, 27 de julio de 1909-Moscú, 18 de septiembre de 1990) fue un arquitecto ruso. 

## Trayectoria
Estudió en el Vjutemás (Talleres de Enseñanza Superior del Arte y de la Técnica) de Moscú, donde fue discípulo de Aleksandr Vesnin. Se tituló en 1930. Entre 1937 y 1940 amplió sus estudios en la Academia de Arquitectura, donde fue alumno de Andrei Burov y Georgi Goltz.
Sus primeras obras fueron de estilo clásico, tal como preconizaba el realismo socialista impuesto por Stalin: estación de metro Serpukovskaia (1946-1950), proyecto para el concurso del Palacio de los Soviets sobre los montes Lenin (1958).
Desde los años 1960 su obra se acercó más a la arquitectura moderna, con cierta influencia del constructivismo soviético de los años 1920: proyecto para el concurso de la sede del diario Izvestia, proyecto de los centros informáticos del Gosplán (Comité Estatal de Planificación), realización del Instituto Económico-Matemático Central y de diversas estaciones de servicio en el periférico de Moscú.
Una de sus obras más relevantes fue el Museo Lenin en Gorki (1975-1987).
Fue profesor del MArkhI (Instituto de Arquitectura de Moscú).